# Рибно (Підляське воєводство)
Рибно (пол. Rybno) — село в Польщі, у гміні Ломжа Ломжинського повіту Підляського воєводства.
Населення — 31 особа (2011).
У 1975-1998 роках село належало до Ломжинського воєводства.

## Демографія
Демографічна структура станом на 31 березня 2011 року:
|          | Загалом | Допрацездатний вік | Працездатний вік | Постпрацездатний вік |
| -------- | ------- | ------------------ | ---------------- | -------------------- |
| Чоловіки | 19      | 1                  | 14               | 4                    |
| Жінки    | 12      | 3                  | 5                | 4                    |
| Разом    | 31      | 4                  | 19               | 8                    |